# Little Joe 1

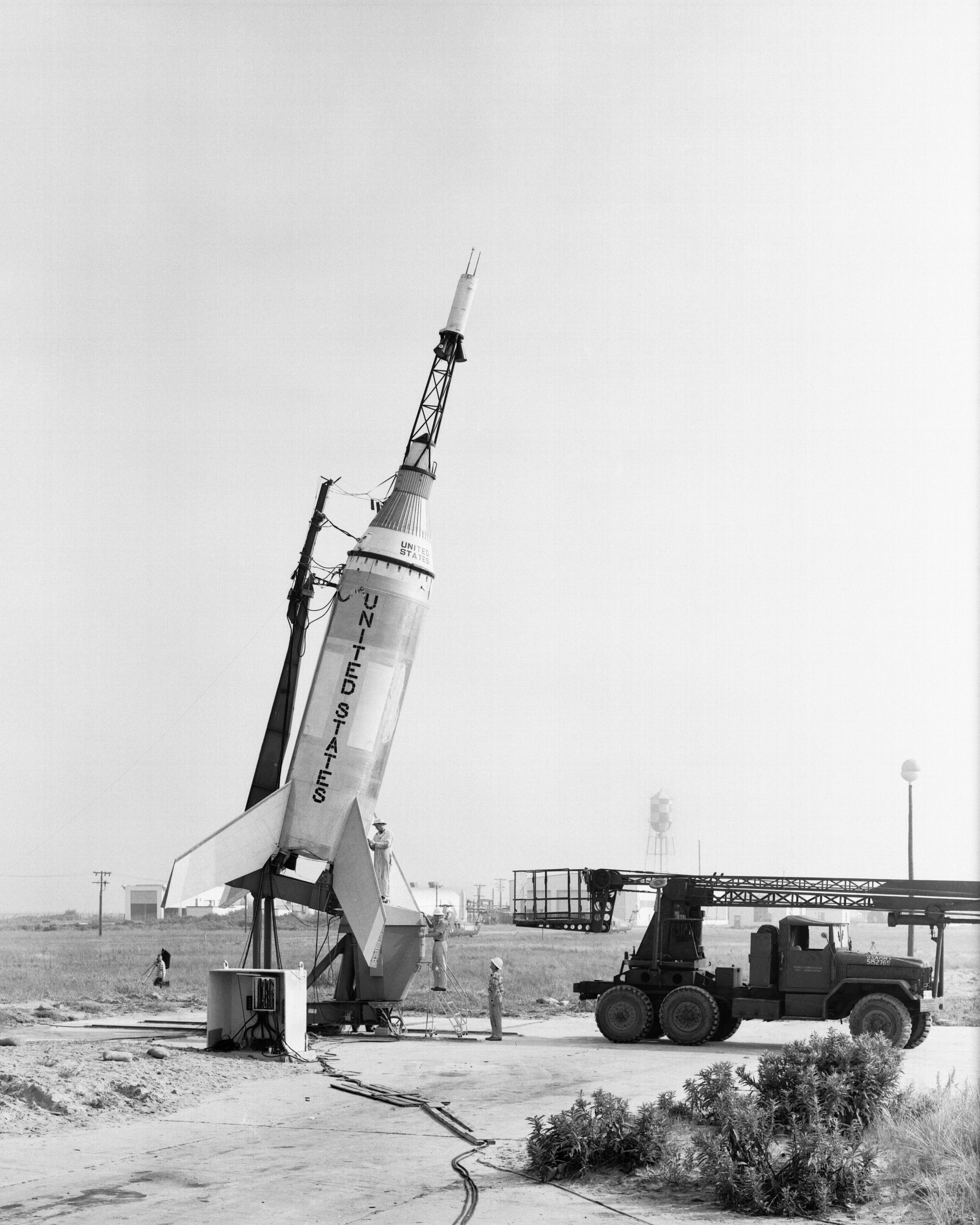
La Little Joe 1 pronta per il lancio

Venne nominata missione Little Joe 1 il lancio di un razzo alimentato da carburante solido, disegnato e costruito appositamente per testare i sistemi di lancio e di recupero della capsula spaziale per il programma Mercury. La missione era programmata per eseguire un volo suborbitale del tipo balistico. Il razzo aveva una altezza di 14,6 m per un peso massimo totale di 18.747 kg. Aveva un diametro di 2 m ed in realtà era una composizione di quattro razzi del tipo Pollux assemblati con quattro razzi del tipo Recruit - tutti alimentati da carburante solido. Poteva sviluppare una spinta di 1.112 kN nonché sollevare un carico massimo di 1.788 kg.
Little Joe 1 il 21 agosto del 1959 venne preparato per il lancio dalla Wallops Flight Facility, di Wallops Island in Virginia. All'improvviso, circa mezz'ora prima dell'ora programmata per il decollo, si accese il razzo del sistema di salvataggio (LES) che staccò la capsula Mercury (che comunque era ancora un prototipo di quella effettivamente usata per le missioni del programma) catapultandola via dalla rampa di lancio. Il prototipo della capsula raggiunse un apogeo di 600 metri, mentre la distanza percorsa fino al suo atterraggio misurò ugualmente circa 600 m. L'azionamento involontario del sistema di salvataggio fu causato da problemi con l'alimentazione di corrente elettrica, probabilmente dovuti ad un cortocircuito. La missione durò 20 secondi e il peso totale della capsula portata in volo fu di 1.007 kg.